# 内金刚站
内金刚站（朝鲜语：내금강역；）曾为朝鲜半岛铁路金刚山线上的一个车站，位于江原道金刚郡，已于1944年废止。

## 历史
- 1931年7月1日：开始使用。
- 1944年10月1日：停用本站。